# Assunzione della Vergine tra i santi Miniato e Giuliano
L'Assunzione della Vergine tra i santi Miniato e Giuliano è un dipinto a tempera e oro su tavola (150x158 cm) di Andrea del Castagno, databile al 1449-1450 e conservato nella Gemäldegalerie di Berlino.

## Storia
Un'iscrizione citata dal Baldinucci, recante la data 20 novembre 1449, ricorda la commissione da parte del rettore della chiesa di San Miniato tra le torri di Firenze, Lionardo di Francesco di Nardo de' Falladanzi da Orte, della pala d'altare, che venne pagata 104 lire nell'aprile del 1450.
La chiesa venne demolita verso il 1888 nell'ambito del Risanamento del Mercato Vecchio e il suo patrimonio disperso.

## Descrizione e stile
Maria è ritratta avvolta in un ampio e voluminoso manto blu mentre ascende da un sepolcro in prospettiva, da cui escono rose, suo fiore tipico. Ella è trasportata entro una mandorla di nuvole luminose da quattro angioletti intorno, con le pose attentamente calcolate per dare l'idea del librarsi nell'aria (una caratteristica molto ammirata dal Vasari) e con i panneggi fortemente chiaroscurati come tipico del pittore. La Vergine, mentre giunge le mani in segno di preghiera e rivolge lo sguardo al cielo ricevendo in pieno la luce, ha una libertà e una gestualità sciolta, che appaiono notevolmente singolari e innovative nel panorama della composta arte fiorentina della metà del secolo.
Ai lati, con aureole rosse, assistono alla scena i santi Giuliano l'ospitaliere (a sinistra, con la spada) e Miniato (a destra con la bacchetta e la corona). Alla fisicità reale della Madonna, i santi contrappongono invece una presenza sospesa e astratta.
I colori sono vivaci e contrastanti, fusi però dall'uso dell'oro, lavorato a fini velature in corrispondenza delle nubi rossastre del nimbo, che assomigliano quasi a marmi screziati.